# Rue Chasseloup-Laubat
La rue Chasseloup-Laubat est une voie située dans le quartier Necker du 15e arrondissement de Paris.

## Situation et accès
Longue de 120 mètres, elle commence 128, avenue de Suffren et finit 46-50, avenue de Ségur.

## Origine du nom

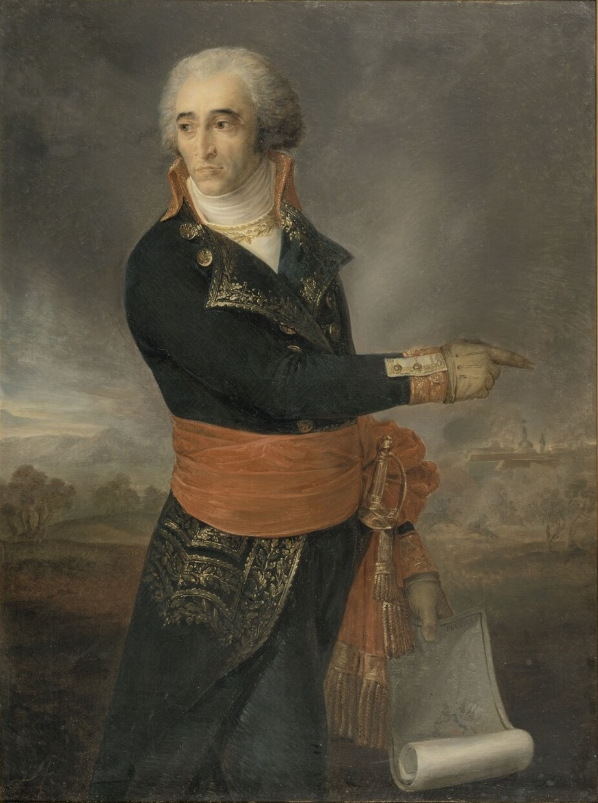
François de Chasseloup-Laubat.

Elle porte le nom du général François de Chasseloup-Laubat (1754-1833).

## Historique
La voie est ouverte en 1890 sous le nom de « rue Canrobert » avant de prendre celui de « rue Chasseloup-Laubat » le 10 mars 1896.

## Bâtiments remarquables et lieux de mémoire
- À un numéro inconnu a vécu Dominique Moïsi durant son enfance et adolescence[1].
- No 3 : l'illustrateur Benjamin Rabier y vécut[2].
- Nos 6-8 : ambassade de Libye en France.
- No 12 : l'écrivain Henry Céard (1851-1924) y vécut jusqu'à sa mort.
- No 14 : synagogue Chasseloup-Laubat.

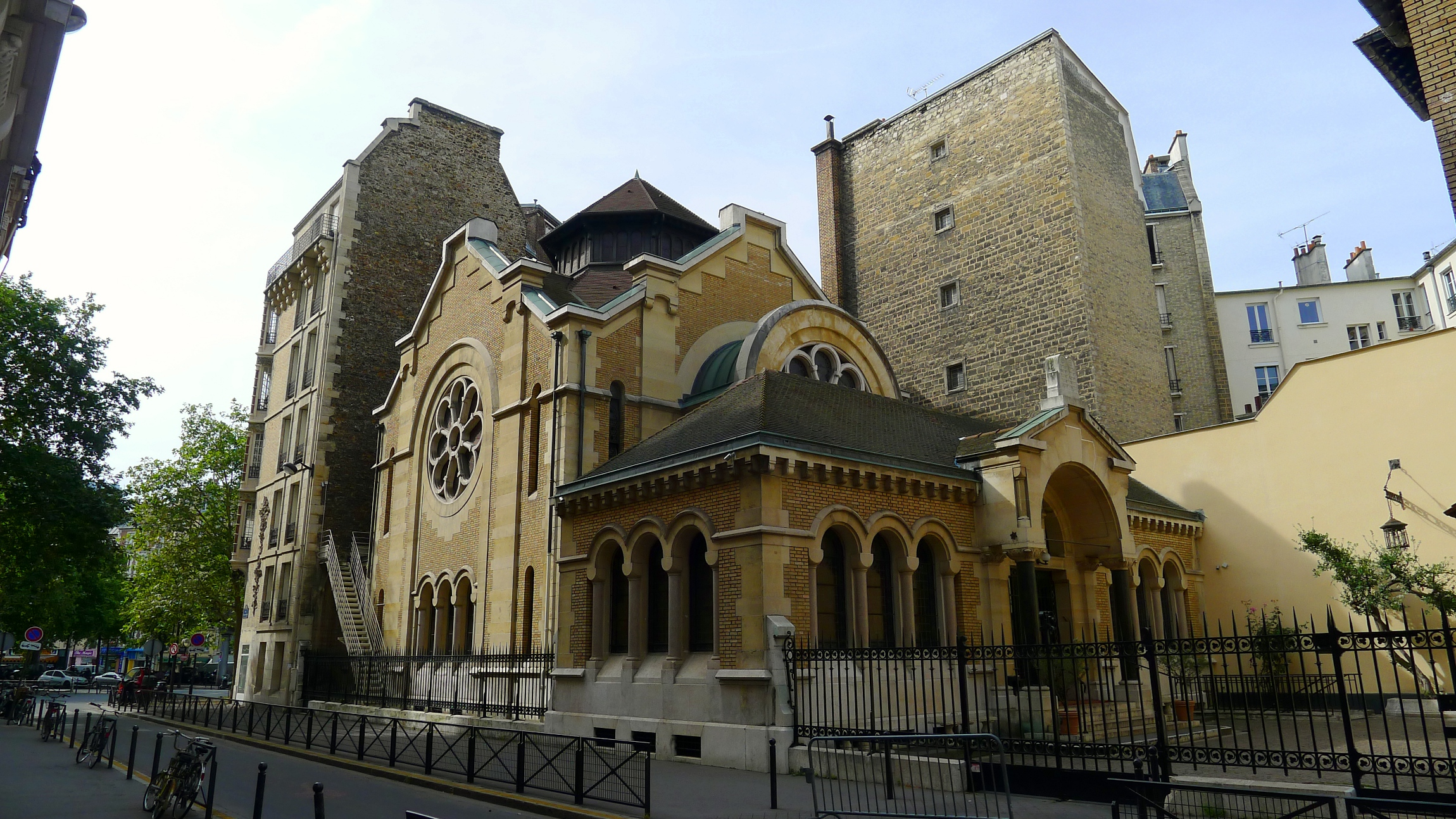
Rue vue en direction de l'avenue de Ségur ; au centre, la synagogue Chasseloup-Laubat.